# Zimiromus
Zimiromus Banks, 1914 è un genere di ragni appartenente alla famiglia Gnaphosidae.

## Distribuzione
Le 41 specie note di questo genere sono state reperite in America meridionale, centrale e nelle Antille.

## Tassonomia
Non sono stati esaminati esemplari di questo genere dal 2012.
Attualmente, a marzo 2016, si compone di 41 specie:
1. Zimiromus aduncus Platnick & Shadab, 1976 — Panama
2. Zimiromus atrifus Platnick & Höfer, 1990 — Brasile
3. Zimiromus beni Platnick & Shadab, 1981 — Bolivia, Brasile
4. Zimiromus bimini Platnick & Shadab, 1976 — Isole Bahama
5. Zimiromus boistus Platnick & Höfer, 1990 — Brasile
6. Zimiromus brachet Platnick & Shadab, 1976 — Ecuador
7. Zimiromus buzios Brescovit & Buckup, 1998 — Brasile
8. Zimiromus canje Platnick & Shadab, 1979 — Guyana
9. Zimiromus chickeringi Platnick & Shadab, 1976 — Panama
10. Zimiromus circulus Platnick & Shadab, 1976 — Perù
11. Zimiromus dorado Platnick & Shadab, 1979 — Perù
12. Zimiromus eberhardi Platnick & Shadab, 1976 — Colombia
13. Zimiromus exlineae Platnick & Shadab, 1976 — Ecuador
14. Zimiromus hortenciae Buckup & Brescovit, 1993 — Brasile
15. Zimiromus iotus (Banks, 1929) — Panama
16. Zimiromus jamaicensis Platnick & Shadab, 1976 — Giamaica
17. Zimiromus kleini Buckup & Brescovit, 1993 — Brasile
18. Zimiromus kochalkai Platnick & Shadab, 1976 — Colombia
19. Zimiromus lawa Platnick & Shadab, 1981 — Suriname
20. Zimiromus lingua Platnick & Shadab, 1976 — Messico
21. Zimiromus lubricus (Simon, 1893) — Venezuela, Trinidad
22. Zimiromus malkini Platnick & Shadab, 1976 — Nicaragua
23. Zimiromus medius (Keyserling, 1891) — Brasile
24. Zimiromus montenegro Buckup & Brescovit, 1993 — Brasile
25. Zimiromus muchmorei Platnick & Shadab, 1976 — Isole Vergini
26. Zimiromus nadleri Platnick & Shadab, 1979 — Suriname
27. Zimiromus penai Platnick & Shadab, 1976 — Ecuador
28. Zimiromus piura Platnick & Shadab, 1976 — Perù
29. Zimiromus platnicki Brescovit & Höfer, 1994 — Bolivia
30. Zimiromus rabago Platnick & Shadab, 1976 — Colombia
31. Zimiromus racamus Buckup & Brescovit, 1993 — Brasile
32. Zimiromus recs Zapata & Grismado, 2012 — Argentina
33. Zimiromus reichardti Platnick & Shadab, 1976 — Brasile
34. Zimiromus rothi Platnick & Shadab, 1981 — Messico
35. Zimiromus sinop Platnick & Shadab, 1981 — Brasile
36. Zimiromus sununga Buckup & Brescovit, 1993 — Brasile
37. Zimiromus syenus Buckup & Brescovit, 1993 — Brasile
38. Zimiromus tapirape Brescovit & Buckup, 1998 — Brasile
39. Zimiromus tonina Platnick & Shadab, 1976 — Messico
40. Zimiromus tropicalis (Banks, 1909)[2] — Costa Rica, Panama
41. Zimiromus volksberg Platnick & Shadab, 1981 — Suriname

### Specie trasferite
- Zimiromus cristus Platnick & Höfer, 1990; trasferita al genere Amazoromus Brescovit & Höfer, 1994[1].

### Sinonimi
- Zimiromus banksi (Chickering, 1949); trasferita dal genere Echemus e posta in sinonimia con Z. iotus (Banks, 1929) a seguito di uno studio degli aracnologi Platnick & Shadab (1976e)[1].
- Zimiromus fragilis Banks, 1914; posta in sinonimia con Z. tropicalis (Banks, 1909) a seguito di uno studio degli aracnologi Platnick & Shadab (1976e).
- Zimiromus montanus (Chickering, 1949); trasferita dal genere Echemus e posta in sinonimia con Z. tropicalis (Banks, 1909) a seguito di uno studio degli aracnologi Platnick & Shadab (1976e).
- Zimiromus pallas (Mello-Leitão, 1918); trasferita dal genere Echemus e posta in sinonimia con Z. medius (Keyserling, 1891) a seguito di un lavoro di Platnick (1993c).